# UNSDI
 (septembre 2023).
La mise en forme du texte ne suit pas les recommandations de Wikipédia : il faut le « wikifier ».
Les points d'amélioration suivants sont les cas les plus fréquents. Le détail des points à revoir est peut-être précisé sur la page de discussion.
- Les titres sont pré-formatés par le logiciel. Ils ne sont ni en capitales, ni en gras.
- Le texte ne doit pas être écrit en capitales (les noms de famille non plus), ni en gras, ni en italique, ni en « petit »…
- Le gras n'est utilisé que pour surligner le titre de l'article dans l'introduction, une seule fois.
- L'italique est rarement utilisé : mots en langue étrangère, titres d'œuvres, noms de bateaux, etc.
- Les citations ne sont pas en italique mais en corps de texte normal. Elles sont entourées par des guillemets français : « et ».
- Les listes à puces sont à éviter, des paragraphes rédigés étant largement préférés. Les tableaux sont à réserver à la présentation de données structurées (résultats, etc.).
- Les appels de note de bas de page (petits chiffres en exposant, introduits par l'outil «  Source ») sont à placer entre la fin de phrase et le point final[comme ça].
- Les liens internes (vers d'autres articles de Wikipédia) sont à choisir avec parcimonie. Créez des liens vers des articles approfondissant le sujet. Les termes génériques sans rapport avec le sujet sont à éviter, ainsi que les répétitions de liens vers un même terme.
- Les liens externes sont à placer uniquement dans une section « Liens externes », à la fin de l'article. Ces liens sont à choisir avec parcimonie suivant les règles définies. Si un lien sert de source à l'article, son insertion dans le texte est à faire par les notes de bas de page.
- La présentation des références doit suivre les conventions bibliographiques. Il est recommandé d'utiliser les modèles {{Ouvrage}}, {{Chapitre}}, {{Article}}, {{Lien web}} et/ou {{Bibliographie}}. Le mode d'édition visuel peut mettre en forme automatiquement les références.
- Insérer une infobox (cadre d'informations à droite) n'est pas obligatoire pour parachever la mise en page.

Pour une aide détaillée, merci de consulter Aide:Wikification.
Si vous pensez que ces points ont été résolus, vous pouvez retirer ce bandeau et améliorer la mise en forme d'un autre article.
L'UNSDI (United Nations Spatial Data Infrastructure - en français Infrastructure des données spatiales des Nations unies) est une initiative de l' United Nations Geographic Information Working Group (UNGIWG) (United Nations Geospatial Information Working Group – en français Groupe de travail sur l'information géographique de l'Organisation des Nations unies).
Les quatre principaux éléments pour les Nations unies conduisant au besoin d'UNSDI 
1. Disposition de données spatiales et d’information
2. Développement en commun de services de données
3. Capacité de construction
4. Promouvoir les partenariats et la coopération.

## Description
L'UNSDI est un mécanisme institutionnel et technique permettant d'établir un système cohérent dans l'échange des applications liées aux données géospatiales en ce qui concerne les activités des Nations unies avec le soutien des activités de développement IDS (Infrastructure de Données Spatiales) des pays membres.
L'initiative de l'UNSDI aspire à contribuer à la mission des Nations unies du maintien de la paix et de la sécurité, pour aborder les cas d'urgence humanitaires et contribuer à la réalisation de buts de Développement du Millénaire des Nations unies. En facilitant l'efficacité mondiale et l'accès local, l'échange et l'utilisation de l'information géospatiale, l'UNSDI rendra le système des Nations unies plus efficace et soutiendra ses politiques “Unis dans l'action”.
Les IDS fournissent la base institutionnelle et technique des politiques, des normes interopérables et des procédures qui permettent aux organisations et aux technologies d'interagir dans une voie qui facilite la découverte de données spatiales, leur évaluation et leurs applications.
Étant donné que les agences de Nations unies varient dans leur capacité à utiliser et gérer l'information géospatiale, il est prévu que l'UNSDI réduise les coûts de développement et opérationnels en travaillant ensemble pour réaliser des économies d'échelle par des normes standard, des outils de conseil et de mise en œuvre. Ainsi, le développement de l'UNSDI est considéré essentiel pour une cohérence du système de croissance dans l'utilisation et l'échange de données géospatiales des informations concernant les activités des Nations unies.
À court terme, l'UNSDI est un investissement dans les capacités du système des Nations unies pour gérer son capital géospatial plus efficacement. De plus, l'UNSDI servira de modèle et de vecteur pour sa capacité de construction aux États Membres qui demande l'assistance des Nations unies dans la gestion et l'application des données géospatiales pour soutenir l'ordre du jour de leur développement national.
Bien que discuté d'abord par l'UNGIWG en 2005, l'UNSDI ne parvient pas à livrer d'importants rendements. Dans certains secteurs, il y eut une tentative d'abandonner cette initiative, ou a minima, garder le concept vivant au travers un modèle de gestion décentralisé.

## Documents de l'UNSDI
Les documents clefs sur l'initiative UNSDI peuvent être trouvés et téléchargés sur http://www.ungiwg.org/documents.htm.

## Développement au niveau national et régional de l'UNSDI
Sous-jacent à l'UNSDI se trouve le besoin de lier l'UNSDI aux aptitudes des IDS nationales privées et publiques, à la fois dans les pays développés et les pays en développement. L'action constructive a jusqu'ici été menée par les Pays-Bas où UNSDI_NCO(Netherlands Coordination Office for the United Nations Spatial Data Infrastructure en français bureau de coordination des Pays-Bas pour l'UNSDI) a été établi par le gouvernement des Pays-Bas (http://www.unsdi.nl). Un processus similaire a été entrepris avec la République tchèque  et la Hongrie .
La première rencontre UNGIWG-UNSDI avec les partenaires IDS nationaux et régionaux, doublant l'UGPM (UNSDI Global Partners Meeting en français rencontre mondiale des partenaires UNSDI), s'est déroulée le 1er et 2 mars 2007, accueillie par l'ESA (European Space Agency en français Agence Spatiale Européenne) au sein de ses installations de l'ESRIN (European Space Research Institute en français Institut Européen de Recherches Spatiales) à Frascati, Italie. Cette rencontre est considérée comme une étape clef primordiale dans l'histoire et le développement de l'UNSDI. Une issue importante de ce meeting est le 'Manuel de Frascati', un document signé qui démontre et met en évidence l'assistance massive au sein du système des Nations unies et les états membres : '...l'établissement d'une UNSDI comme proposé par l'UNGIWG forme un cadre fondamental pour l'échange de données entre de nombreuses agences et disciplines pour un bénéfice mutuel à la fois pour le système des Nations unies et ses pays membres'.
L'UGPM a été organisé à la suite de l'atelier final de l'ESA - FAO (Food and Agriculture Organization of the United Nations en français Organisation des Nations unies pour l'Alimentation et l'Agriculture) - JRC (Joint Research Centre en français Centre Commun de recherche de la Communauté Européenne) le programme "Heterogeneous Missions Accessibility (HMA) conduit par l'ESA le 27 et 28 février 2007 à l'ESRIN. Les présentations et discussions de l'UGPM peut être trouvées ici. 
Les discussions sont aussi menées au sein des communautés IDS en Espagne et en Allemagne sur l'UNSDI. En outre, on croit que les autorités IDS dans les pays suivants et organisations régionales peuvent répondre positivement à une invitation UNGIWG pour joindre le processus de développement de l'UNSDI si elle est donnée : Australie, Autriche, Brésil, Cap Vert, Chili, Hongrie, Jamaïque, Inde, Japon, Mexique, Maroc, Mongolie, Nigéria, Espagne et Afrique du Sud. Les organisations régionales suivantes se joignent au processus : RCMRD (Regional Center for Mapping of Resources for Development en français Centre Régional pour la Cartographie des Ressources pour le Développement) de Nairobi au Kenya, l'ICIMOD  (International Centre for Integrated Mountain Development en français Centre International pour un développement intégré en Montagne) : à Katmandou, Nauru, Népal, et le RECTAS (Regional Centre for Training in Aerial Surveys en français Centre Régional de Formation aux Techniques des Levés Aérospatiaux) à Ilé-Ifè, au Nigéria.

## Le premier portail national UNSDI
Actuellement le premier portail national de métadonnées UNSDI est établi aux Pays-Bas, basé sur le logiciel opensource GeoNetwork. Le portail contient des bases de données avec plus de 17800 items et a été consulté par 145 pays.

## Autres domaines liés
UNSDI-T : transport et logistique à des fins humanitaires.
UNSDI est couplé au Global Positioning System du département de la défense. Il est lié à la directive INSPIRE, et correspond largement au paradigme réseau-centré.